# Krolevets
Krolevets (ukrainsk: Кролевець ukrainsk udtale: [kroleˈwɛtsʲ]; polsk: Królewiec) er en by i Sumy oblast, Ukraine.
Byen har  20.132 indbyggere (2024).

## Historie
Krolevets blev grundlagt i 1601 til ære for den polske kong Sigismund 3. Vasa og var oprindeligt en del af Polen. Det oprindelige navn blev skrevet som Krolewac (Krulevats). I 1644 fik den Magdeburgrettigheder af den polske konge Vladislav 4. Vasa. Krolevets blev annekteret af Zar-Rusland i 1667 (Andrusovo-traktaten).
I 1802 blev det indlemmet i Chernigov guvernementet.
Der er udgivet en lokal avis i byen siden 1919.
Under Anden Verdenskrig var Krolevets besat af den tyske hær fra 3. september 1941 til 1. september 1943.

## Transport
Krolevets ligger på jernbane- og bilruten Kyiv - Moskva. Afstand fra Kyiv - ca. 260 km. Afstand til den russiske grænse - ca. 80 km.